# NGC 4561
NGC 4561 је спирална галаксија у сазвежђу Береникина коса која се налази на NGC листи објеката дубоког неба.
Деклинација објекта је + 19° 19' 18" а ректасцензија 12h 36m 8,1s. Привидна величина (магнитуда) објекта NGC 4561 износи 12,4 а фотографска магнитуда 13,1. Налази се на удаљености од 12,3000 милиона парсека од Сунца. NGC 4561 је још познат и под ознакама IC 3569, UGC 7768, MCG 3-32-76, IRAS 12336+1935, KCPG 346A, KUG 1233+195, VV 571, CGCG 99-98, PGC 42020.